# هيلموت أشلي
هيلموت أشلي (بالألمانية: Helmuth Ashley)‏ (و. 1919  م) هو مخرج أفلام، وكاتب سيناريو، ومصور سينمائي نمساوي، ولد في فيينا.

## وصلات خارجية
- هيلموت أشلي على موقع IMDb (الإنجليزية)
- هيلموت أشلي على موقع مونزينجر (الألمانية)
- هيلموت أشلي على موقع ألو سيني (الفرنسية)
- هيلموت أشلي على موقع تيرنر كلاسيك موفيز (الإنجليزية)
- هيلموت أشلي على موقع أول موفي (الإنجليزية)
- هيلموت أشلي على موقع قاعدة بيانات الأفلام السويدية (السويدية)
- هيلموت أشلي على موقع قاعدة بيانات الفيلم (الإنجليزية)
- هيلموت أشلي على موقع كينوبويسك (الروسية)